# Battlefield 2042
Battlefield 2042 je střílečka z pohledu první osoby z roku 2021, kterou vyvinula společnost DICE a vydala společnost Electronic Arts. Jedná se o dvanáctý hlavní díl série Battlefield. Hra byla vydána 19. listopadu 2021 pro Microsoft Windows, PlayStation 4, PlayStation 5, Xbox One a Xbox Series X/S.
Na rozdíl od předchozích her série je Battlefield 2042 výhradně multiplayerový a nemá kampaň pro jednoho hráče. Jedná se také o první díl, který obsahuje podporu hraní napříč platformami.

## Synopse
Battlefield 2042 se odehrává po událostech her Battlefield 3 a Battlefield 4, přesně o 22 let později. Na rozdíl od předchozích dílů nemá kampaň pro jednoho hráče.
Místo toho je příběh vyprávěn prostřednictvím hry pro více hráčů. Desetiletí devastace způsobené zhroucením ekonomik, stoupající hladinou moří a rozbitými aliancemi (včetně rozpadu Evropské unie v důsledku bankrotu Německa a následný vpád uprchlíků známých jako „No-Pats“) vyvrcholí v roce 2040, kdy dojde k události Kesslerova syndromu, který způsobí pád 70 % obíhajících satelitů na Zemi. Následný trvalý globální výpadek proudu způsobí, že napětí mezi Spojenými státy a Ruskem prudce vzroste a v roce 2042 vypukne válka.

## Ohlasy
Videohra se setkala se smíšeným hodnocením kritiků a negativním přijetím ze strany hráčů kvůli technickým problémům, nedostatku funkcí a některým změnám v hratelnosti.
Hra nesplnila očekávání společnosti Electronic Arts ohledně prodeje. I přes to se jednalo o jednu z nejprodávanějších her v roce 2021. Ve vývoji je nový díl Battlefieldu pod vedením studia Motive Studio.